# Église Notre-Dame-de-Lourdes de Thonon-les-Bains
Pour les articles homonymes, voir Église Notre-Dame, Notre-Dame et Notre-Dame-de-Lourdes.
L’église Notre-Dame-de-Lourdes est une église de confession catholique construite dans la deuxième moitié du XXe siècle (en 1965) sur le territoire de la commune de Thonon-les-Bains (Haute-Savoie), par l’architecte savoyard Maurice Novarina.

## Situation
L’église Notre-Dame-de-Lourdes est située avenue de Genève à Thonon-les-Bains dans le quartier de La Grangette.
Non loin de l'église, face au 96 boulevard de la corniche, se situe la grotte Notre-Dame de Lourdes.
Les parois de pierres de cette grotte sont recouvertes par un nombre important d'ex-votos témoignant des prières des fidèles exaucées à cet endroit par Notre-Dame de Lourdes.
On peut voir des ex-votos récents. Les plus anciens datent de la fin du XIXe siècle.

## Description

### Architecture
Son clocher ressemblant à un derrick d'un puits de pétrole est séparé du reste du bâtiment.
Les parties inférieures et supérieures du clocher sont recouvertes d'ardoises. La partie centrale non recouverte permet de voir les trois cloches situées à l'intérieur du clocher.